# Oligia tengularis
Oligia tengularis là một loài bướm đêm trong họ Noctuidae.